# Edna May Oliver
Edna May Oliver (født 9. november 1883, død 9. november 1942) var en amerikansk teater- og filmskuespiller.
Datteren af en succesrig børsmægler. Hun var en efterkommer af USAs sjette præsident, John Quincy Adams.
Scendebut i 1912, filmdebut i 1922. Med sit excentriske og hestlignende udseende spillede hun ofte en lille mærkelig eller sarkastisk ungmø. En af hendes mest mindeværdige roller er den af tante Betsy Trotwood i David Copperfield (1934). Hun blev nomineret til en Oscar for bedste kvindelige birolle som enken McKlennar i Flammer over Mohawk (1939).
Hun led pludselig alvorlige tarmproblemer og døde på sin fødselsdag 9. november 1942.